# 순창 객사
순창 객사(淳昌客舍)는 전북특별자치도 유형문화재 제48호로 지정된 문화재로, 대한민국 순창군 순창읍 순화리에 있다. 순창초등학교 교문에서 약 50m쯤 떨어진 운동장과의 사이에 위치하고 있다.
창건(創建) 연대는 1759년 7월(조선 영조 35년)에 건축된 것으로 알려져 있으며 원래 이곳에는 정당(正堂) 동대청(東大廳), 서대청(西大廳)이 있었으며, 전면에 중문(中門)과 외문(外門), 그리고 옆에 무곽이 있었다고 하는데, 지금은 정당과 동대청만 남아 있다. 건물은 원래 정면 13칸, 측면 2칸이었던 것으로 보이며 지붕은 팔자솟을지붕이었으나, 서대청이 없어진 뒤 동대청만이 팔작지붕으로 남아 있고, 정당 3칸 서쪽은 맞배지붕 형태로 처리한 것으로 보인다. 그리고 주초석(柱礎石)은 장대석 또는 다듬지 않은 자연석을 그대로 사용하였으며 포작(包作)의 형태로 보아 익공(翼工)집이면서도 외목도리를 하여 처마를 길게 밖으로 빼낸 것이 특징이다.

## 개요
영조 35년(1759)에 지어진 조선 후기의 관청 건물이다. 원래는 가운데의 정당을 중심으로 왼쪽에 동대청, 오른쪽에 서대청, 앞쪽에 중문과 외문 그리고 옆쪽에 무랑 등으로 이루어져 있었으나, 지금은 정당과 동대청만이 남아있다.
정당에서는 ‘전하 만만세’라고 새긴 궐패를 모시고 매월 초하루와 보름날, 그리고 나라의 일이 있을 때 궁궐을 향하여 절을 했다고 한다. 또한 새로 부임한 수령은 반드시 이곳에서 가례를 올렸으며, 중앙의 관리가 이 고을에 찾아 왔을 땐 이곳에서 머물렀다. 광무 9년(1905) 을사보호조약이 체결되었을 때는 면암 최익현이 의병을 일으켜 싸웠던 곳이기도 하다.
정당은 앞면 3칸·옆면 3칸의 규모이며, 지붕 옆면이 여덟 팔(八)자 모양인 팔작지붕집으로 안의 바닥은 벽돌을 깔고 궐패를 안치하고 있다. 동대청은 앞면 5칸·옆면 2칸 규모의 팔작지붕집이다.

## 갤러리

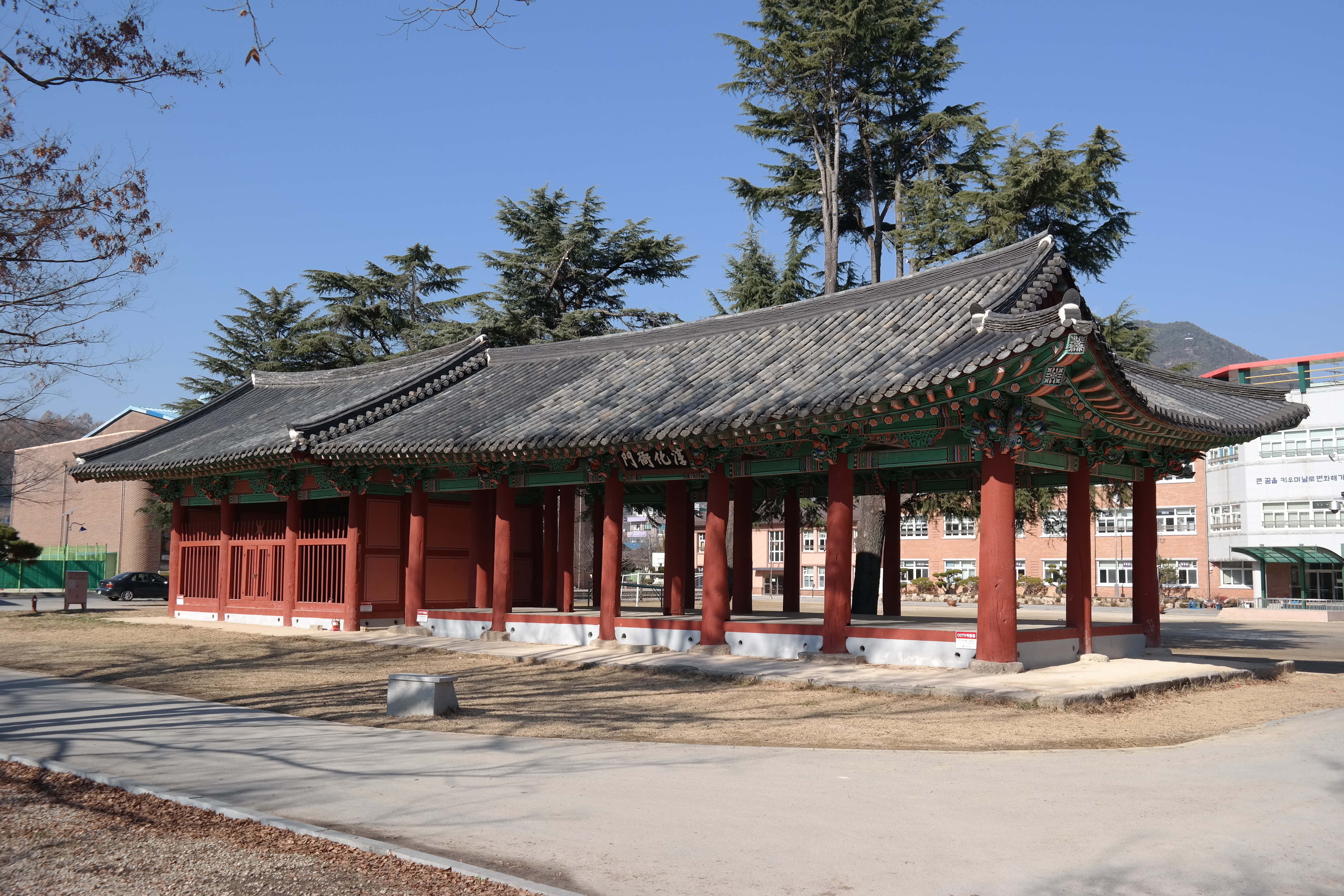